# El príncipe imperial y su perro Nero
El Príncipe imperial y su perro es una escultura en mármol de 140,2 cm de altura realizada por Jean-Baptiste Carpeaux en 1865.

## Historia
La obra, realizada en 1865, fue solicitada al artista Jean Baptiste Carpeaux por Napoleón III para que representara a su hijo, el príncipe Louis-Napoléon, de nueve años y a su mascota en tamaño real. El hijo de Napoleón III era estudiante de Jean-Baptiste Carpeaux.

## Características
La estatua tiene el tamaño real del niño de nueve años y está realiza en mármol.
Tiene 65,4 cm de ancho y 140,2 cm de altura.
La obra refleja la ternura del niño al proteger a su perro Nero con su brazo. Muestra al niño con naturalidad, con la característica vestimenta de un niño de la clase alta, sin los rasgos imperiales.